# Beach Soccer Worldwide
Beach Soccer Worldwide (BSWW) ist eine von der FIFA anerkannte Organisation für Strandfußball, mit Sitz in Barcelona.
Die BSWW ging aus der Beach Soccer Company hervor, die sich 1992 gründete und das heute gültige Regelwerk schuf. Sie widmet sich seither der Verbreitung und Förderung des Beachsoccer genannten kommerziellen Strand- oder Sandfußballs.
2005 gründeten die FIFA und die BSWW die FIFA Beach Soccer S.L. Sie organisiert die FIFA-Beachsoccer-Weltmeisterschaft.
Die BSWW veranstaltet dazu eine Reihe anderer internationaler Turniere, etwa den  Mundialito oder seit 2011 die Vereinsweltmeisterschaft Mundialito de Clubes.